# Joaquin Vázquez
Joaquín Vázquez Fernández (Badajoz, 9 novembre 1897 – 21 ottobre 1965) è stato un calciatore spagnolo, di ruolo attaccante.

## Carriera

### Nazionale
Ha partecipato ai Giochi olimpici di Anversa 1920, scendendo in campo nella partita persa per 3-1 contro il Belgio; il torneo si è concluso con la vittoria della medaglia d'argento da parte della sua nazionale.

## Palmarès

### Club

#### Competizioni nazionali
- Coppa di Spagna: 1

Real Unión: 1918

#### Competizioni regionali
- Campionato galiziano di calcio: 1

Deportivo La Coruña: 1926-1927

### Nazionale
- Argento olimpico: 1

Anversa 1920